# Pod Dołami
Pod Dołami – przysiółek wsi Łosienek w Polsce położony w województwie świętokrzyskim, w powiecie kieleckim, w gminie Piekoszów.
W latach 1975–1998 przysiółek administracyjnie należała do województwa kieleckiego.